# Harold Betters
Harold Betters (* 21. März 1928 in Connellsville, Pennsylvania; † 11. Oktober 2020) war ein US-amerikanischer Jazzmusiker (Posaune), der in der Musikszene von Pittsburgh aktiv war.

## Leben und Wirken
Betters’ Eltern besaßen das Nachtlokal Betters’ Grill and Hotel, sein älterer Bruder Jim war Trompeter und sein jüngerer Bruder Jerry sang und spielte Schlagzeug. Harold begann bereits in der Grundschule Posaune zu spielen; sein erstes Vorbild war Tommy Dorsey, dann Jack Teagarden, J. J. Johnson und Bennie Green. Er besuchte zwei Jahre das Ithaca College in New York und zwei Jahre das Brooklyn Conservatory of Music, bevor er zur Army eingezogen wurde, wo er der 308th Army Band in Camp Edwards in Massachusetts angehörte.
Nach seiner Entlassung aus der Armee 1952 zog er nach Boston, wo er seine Frau Marjorie traf, mit der er eine Familie gründete. Während dieses Jahrzehnts tourte er in einer Band mit dem Komiker und Bürgerrechtler Dick Gregory und anschließend mit dem Ray Charles Orchestra. Weil ihm die Tourneen nicht zusagten, ließ sich Betters mit seiner Familie in der Gegend von Pittsburgh nieder, wo er fortan als Mr. Trombone auftrat.
Betters spielte in Combos, zu denen auch sein Bruder Jerry gehörte, und nahm eine Reihe von Alben auf, beginnend 1962 mit „At the Encore“. Zu seiner Diskographie gehörten der 1964 erschienene Hit „Do Anything You Wanna“ auf Gateway sowie drei Alben für Reprise Records wie Out of Sight and Sound. Zu den Legenden, die mit den Betters-Brüdern an Orten wie dem Crawford Grill jammten, gehörten Max Roach, Dizzy Gillespie, Stanley Turrentine, Roy Eldridge und Sonny Rollins. Nachdem er in den 1960er Jahren in Shadyside im Club The Encore gespielt hatte, wurde er von Merv Griffin entdeckt, der ihn für seine Varieté-Show buchte. Er hatte auch mehrere Auftritte in The Mike Douglas Show, als diese in Cleveland ansässig war. Im Bereich des Jazz war er laut Tom Lord zwischen 1962 und 2001 an 15 Aufnahmesessions beteiligt, zuletzt mit seinem Album With Friends Live in New York, u. a. mit Cecil Brooks III.

## Diskographische Hinweise
- At the Encore (Gateway, 1962), mit John Hughes, Al O’Brien, Joe Ashliman
- Harold Betters Takes Off (Gateway, 1963), mit John Hughes, Al O’Brien, Russ Lewellen
- Even Better (Gateway, 1964)
- Harold Betters / Slide Hampton: Harold Betters Meets Slide (Gateway, 1964), mit John Thomas bzw. John Hughes, Al O’Brien bzw. Bobby Boswell, Jerry Betters
- Ram-Bunk-Shush (Reprise, 1965), mit John Thomas, Barry Galbraith, Chuck Ramsey, Russ Lewellen, Slide Hampton (arr)
- Funk City Express (Reprise, 1966), mit Don Randi, Al Casey, Larry Nectal